# Caleta Pichicolo
Caleta Pichicolo  es una localidad que pertenece administrativamente a la comuna de Hualaihué, Provincia de Palena, Región de los Lagos, Chile. 
Pichicolo en lengua indígena significa Gato pequeño.
En este lugar y rodeado por un valle, se encuentran los baños termales de Pichicolo. las que cuentan con un sendero de madera y que cruza en medio de un hermoso bosque nativo para acceder a las piscinas termales naturales.
Caleta Pichicolo se dio a conocer al año 2011 cuando una tromba marina destruyó el jardín infantil de esta localidad.
Caleta Pichicolo se encuentra a 15 kilómetros de la capital comunal Hornopirén y a 5 kilómetros de Puntilla Pichicolo una pequeña localidad que esta frente a la isla Llanchid.
En Hualaihué Puerto se encuentra el Aeródromo Hualaihué que permite su conectividad aérea con la capital regional, Puerto Montt.